# 波克罗夫卡农村居民点 (伏尔加格勒州)
波克罗夫卡农村居民点（俄语：Покровское сельское поселение）是俄罗斯联邦伏尔加格勒州列宁斯克区所属的一个农村居民点。其下辖有6个居民点，行政中心为波克罗夫卡。据2016年统计，该农村居民点的人口为1263人。